# Un poco de respeto
Un poco de respeto es un álbum de versiones de la banda argentina de heavy metal O'Connor, publicado en 2012 por Tocka Discos.

## Detalles
Es el primer álbum de una edición de discos denominada Vorterix Collection, de la radioemisora homónima. Fue grabado en el estudio Norberto Napolitano de la radio Rock&Pop. Las canciones fueron elegidas por los oyentes del programa Tenemos malas noticias  conducido por  Mario Pergolini. También sacaron a la venta un DVD, que incluye el documental de la grabación que se llevó a cabo en el mes de octubre de 2011.

## Lista de canciones
| CD    |                                                        |                                                   |          |  |
| N.º   | Título                                                 | Escritor(es)                                      | Duración |  |
| 1.    | «Yo caníbal» (Patricio Rey y sus redonditos de ricota) | Indio Solari, Skay Beilinson                      | 3:15     |  |
| 2.    | «No soy un extraño» (Charly García)                    | Charly García                                     | 2:45     |  |
| 3.    | «Jumpin' Jack Flash» (The Rolling Stones)              | Mick Jagger, Keith Richards                       | 3:02     |  |
| 4.    | «Una casa con diez pinos» (Manal)                      | Javier Martínez                                   | 2:41     |  |
| 5.    | «Redemption Song» (Bob Marley)                         | Bob Marley                                        | 3:57     |  |
| 6.    | «Un gato en la ciudad» (ZAS)                           | Miguel Mateos                                     | 3:52     |  |
| 7.    | «Touch Me» (The Doors)                                 | Robby Krieger                                     | 2:39     |  |
| 8.    | «Ana no duerme» (Almendra)                             | Luis Alberto Spinetta                             | 2:53     |  |
| 9.    | «Forever Young» (Rod Stewart)                          | Rod Stewart, Jim Cregan, Kevin Savigar, Bob Dylan | 4:07     |  |
| 10.   | «Hombres de hierro» (León Gieco)                       | León Gieco                                        | 4:00     |  |
| 33:11 |                                                        |                                                   |          |  |

## Créditos
O'Connor
- Claudio O'Connor - voz
- Iván Iñiguez - guitarra
- Hernán García - bajo
- Pablo Naydón - batería

Músicos invitados
- Charly Bardon  - saxofón
- Walter Piancioli - piano y teclado
- Carina Álvarez - coros

Producción
- Mario Pergolini - productor ejecutivo
- Esteban Costa - productor ejecutivo
- Roberto Costa - productor ejecutivo
- Alberto Moles - productor ejecutivo
- Mario Breuer - masterización
- Adrián Taverna - ingeniero de sonido
- Marcelo Mascetti - ingeniero de sonido
- Oscar Ramírez - arte y webmaster
- Sebastián Cast - caricaturas